# Île Maélé
L’Île Maélé est une île fluviale située en République démocratique du Congo (RDC). Elle se trouve dans la province la Tshopo, à proximité de la banlieue de Lubunga, ainsi que du hameau de Batiange. Maélé se positionne environ 1 720 kilomètres à l’est de Kinshasa, la capitale du pays. L’île, entourée par les eaux du fleuve Congo, est un lieu riche en biodiversité et en histoire.

## Toponymie
Le nom de Maélé est dérivé d’un terme local signifiant « eaux abondantes » ou « lieu de courants », en référence à la position de l’île au cœur des Chutes Wagenia dans le  fleuve Congo. Cette interprétation souligne l’importance de l’eau dans l’identité et l’histoire de l’île.

## Histoire
L’Île Maélé a une longue histoire liée aux dynamiques fluviales de la région. Autrefois utilisée alors comme refuge par les populations locales lors des périodes de conflit, l’île a également joué un rôle dans le commerce fluvial, servant de point de passage pour les échanges entre les communautés vivant le long du fleuve Congo. Réputée d’avoir été le lieu de rencontre entre Tippo Tip, célèbre négociant d'esclaves venu de Zanzibar, et l'explorateur britannique Henry Morton Stanley.

## Description
L’Île Maélé se distingue par son relief relativement plat, couvert de forêts tropicales denses. Ses rives sablonneuses offrent des points d’accès pour les bateaux et les pêcheurs locaux. L’île est parsemée de petits villages, dont les habitants vivent principalement de l’agriculture, de la pêche et de l’artisanat.

## Géographie

### Climat
L’Île Maélé se trouve dans une région caractérisée par un climat tropical humide. Les températures moyennes annuelles oscillent autour de 21 °C, avec des variations saisonnières limitées. Mars est le mois le plus chaud, avec une température moyenne de 22 °C, tandis que juillet est le plus frais, avec 20 °C.
Les précipitations sont abondantes, atteignant en moyenne 1 600 millimètres par an. Novembre est le mois le plus pluvieux (226 mm), contrastant avec janvier, le plus sec (39 mm). L’environnement luxuriant de l’île est en grande partie façonné par ce climat favorable.

## Navigation
Le fleuve Congo, qui encercle l’Île Maélé, est une voie navigable majeure. Les embarcations locales, principalement des pirogues et des bateaux de commerce, permettent de relier l’île aux villes et villages environnants. Bien que la navigation soit influencée par les saisons de pluie et d’étiage, le fleuve reste une artère essentielle pour le transport de marchandises et de passagers.

## Villes environnantes
Plusieurs villes et villages se trouvent à proximité de l’Île Maélé, notamment la ville de Kisangani, ville de Sabiti et une métropole régionale située en amont sur le fleuve Congo. Les autres localités voisines incluent Yangambi, connue pour son centre de recherche sur les forêts tropicales, et Isangi, un important carrefour fluvial. Ces villes jouent un rôle clé dans l’économie et la culture de la région environnant l’île.

## Tourisme
L'Île Maélé attire les visiteurs par sa beauté naturelle et son environnement paisible. Les forêts tropicales qui couvrent l’île abritent une faune et une flore diversifiées, incluant des espèces rares de plantes et d’animaux. Les touristes peuvent également explorer les villages traditionnels environnants, où les communautés locales perpétuent des modes de vie ancestraux. La pêche et les balades en pirogue sont des activités populaires pour découvrir la richesse des eaux qui entourent l’île.